# Caio Fúlvio Flaco
Caio Fúlvio Flaco (em latim: Gaius Fulvius Flaccus) foi um político da gente Fúlvia da República Romana eleito cônsul em 134 a.C. com Cipião Emiliano. Provavelmente era filho de Quinto Fúlvio Flaco, cônsul sufecto em 180 a.C., e irmão de Sérvio Fúlvio Flaco, cônsul no ano anterior.

## Consulado (134 a.C.)

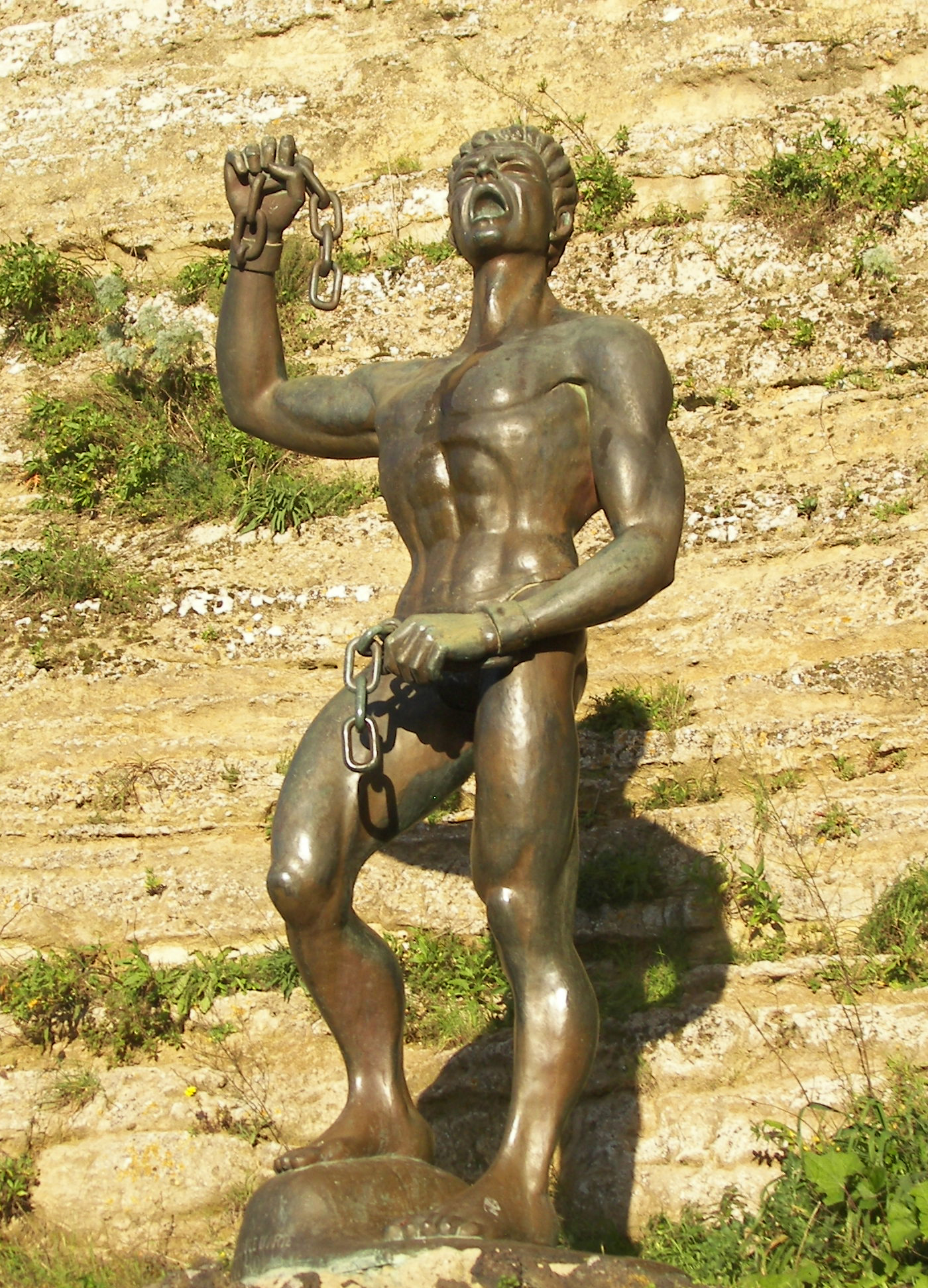
Estátua de Euno, o líder dos escravos sublevados, em Enna, na Sicília.

Flaco foi eleito cônsul em 134 a.C. com Cipião Emiliano e recebeu o comando do exército da Sicília com a missão de sufocar a revolta dos escravos liderados por Euno e que já perdurava na ilha por dois anos, sem nenhum sucesso por parte dos romanos. Os pretores enviados por Roma até então comandavam apenas coortes mais fracas, incapazes de deterem os inimigos. Por isso, Flaco recebeu um grande exército e marchou para a região. Os relatos sobreviventes, porém, nada falam sobre o resultado da campanha.